# Aéroport international d'Entebbe
L’aéroport international d'Entebbe (code IATA : EBB • code OACI : HUEN) est un aéroport ougandais desservant la ville d'Entebbe. C'est le principal aéroport international de l'Ouganda. Il est situé sur les rives du lac Victoria et à environ 35 km (21 milles) de la capitale Kampala.

## Histoire

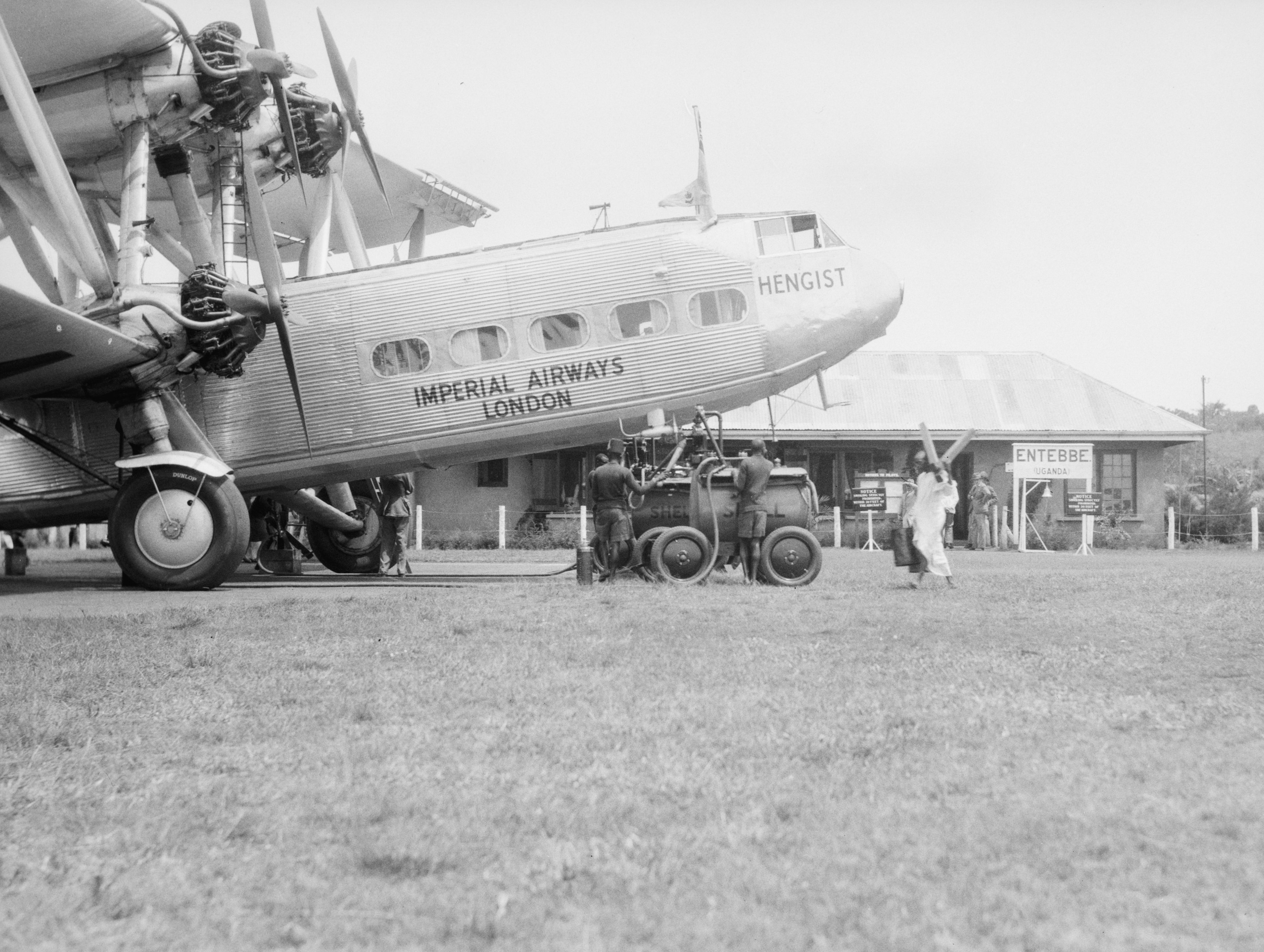
Un Handley Page H.P.42 d'Imperial Airways à l'aéroport d'Entebbe en 1936.

Entebbe a d'abord été le site d'une base d'hydravions, construite à la fin des années 1930 par les Britanniques pour faciliter les vols long-courrier entre la Grande-Bretagne et l'Afrique du Sud et autres points. Des pistes d'atterrissage ont ensuite été construites en 1947 et un bâtiment a été solennellement inauguré par la reine Élisabeth II en 1952. L'aéroport sert également de base aérienne à l'armée ougandaise
En 2007, l'aéroport a vu passer 720 000 passagers internationaux (+10,7 % par rapport à 2006).
Il fait partie du programme Cooperative Security Location (en) de l'armée des États-Unis.

### Raid d'Entebbe

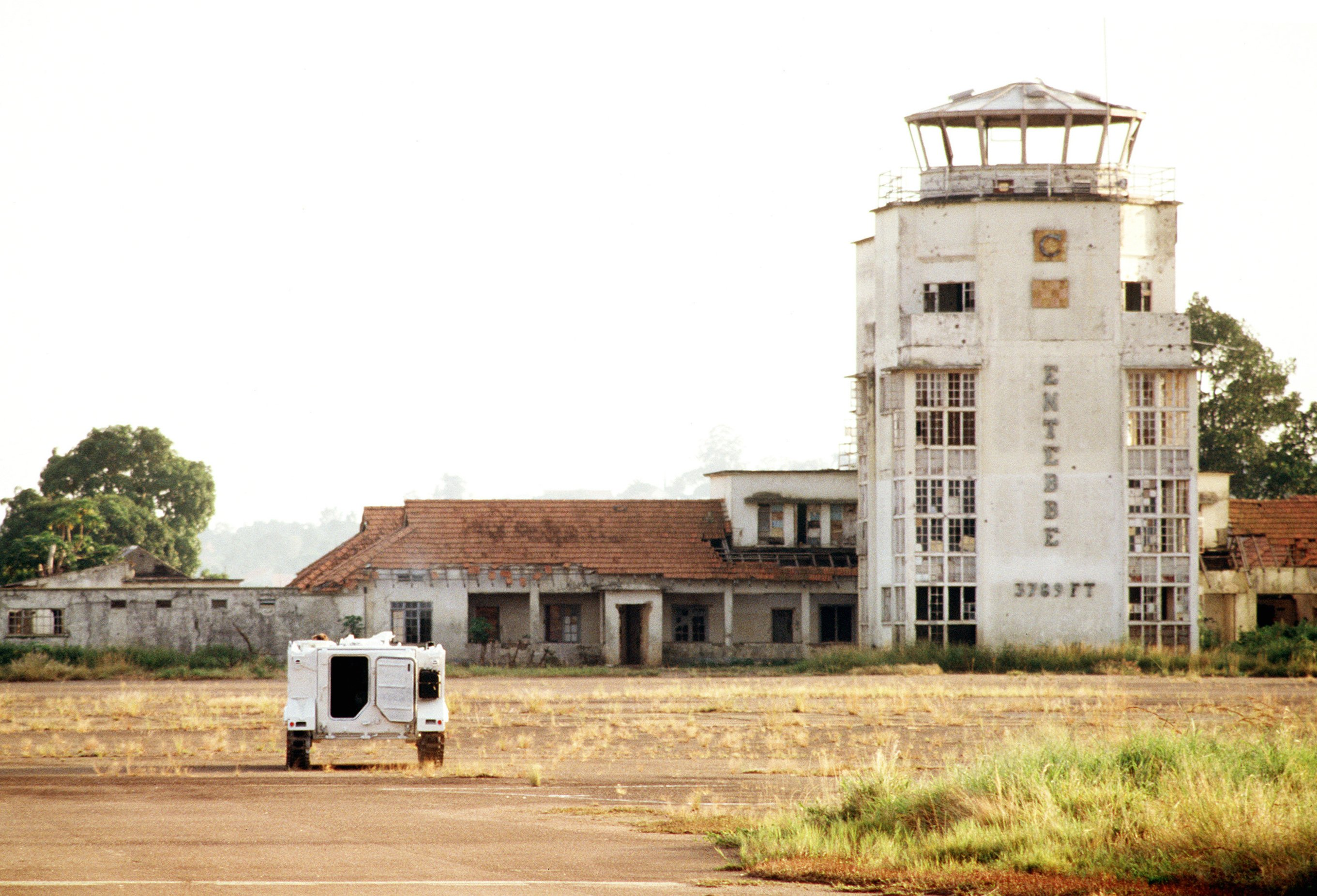
Ancien terminal de l'aéroport d'Entebbe (1994).

En 1976, l'aéroport a été le théâtre d'une opération de sauvetage d'otages juifs, israéliens et français par un commando de Sayeret Matkal, baptisée opération Entebbe, après le détournement arabo-allemand d'un A300 reliant Tel Aviv à Paris.
Ce sauvetage a eu lieu sur l'« ancien aéroport », récemment démoli — sauf sa tour — juste à côté du « nouvel aéroport ».
À la fin de l'année 2007, un terminal national a été construit sur le site de l'ancien aéroport, réservant  exclusivement le « nouvel aéroport » aux vols internationaux.

## Situation
| Arua Entebbe Moyo Gulu Soroti |

## Statistiques
Le graphique qui aurait dû être présenté ici ne peut pas être affiché car il utilise l'ancienne extension Graph, désactivée pour des questions de sécurité. Des indications pour créer un nouveau graphique avec la nouvelle extension Chart sont disponibles ici.

Voir la requête brute et les sources sur Wikidata.

## Compagnies et destinations
| Compagnies            | Destinations |
| --------------------- | --- |
| Aerolink Uganda       | - Bugungu (en), - Chobe, - Kasese, - Kidepo (en), - Kihihi (en), - Kisoro (en), - Kisumu, - Mara Serena (en), - Mweya (en), - Pakuba (en), - Semliki |
| Air Arabia            | Charjah |
| Air Tanzania          | Dar es Salam-J. Nyerere, Kilimandjaro |
| Auric Air             | Serengeti-Seronera (en) |
| BAR Aviation Uganda   | - Kasese, - Kidepo (en), - Kihihi (en), - Kisoro (en), - Mbarara, - Pakuba (en) |
| Brussels Airlines     | Bruxelles-National[1] |
| Eagle Air             | Arua, Yei (en) Charter: - Apoka, - Ishasha (en), - Kasese, - Kisoro (en), - Mweya (en), - Pakuba (en), - Semliki, - Soroti |
| EgyptAir              | Le Caire |
| Emirates              | Dubaï |
| Ethiopian Airlines    | Addis-Abeba Bole, Djouba |
| flydubai              | Dubaï |
| Fly-SAX               | Nairobi-J. Kenyatta |
| Golden Wings Aviation | Djouba |
| Jambojet              | Nairobi-J. Kenyatta |
| Kenya Airways         | Bangui, Kigali, Nairobi-J. Kenyatta |
| KLM                   | Amsterdam |
| Precision Air         | Dar es Salam-J. Nyerere |
| Qatar Airways         | Doha-Hamad |
| Rwandair              | Djouba, Kigali, Nairobi-J. Kenyatta |
| Tarco Airlines        | Djouba, Khartoum |
| Turkish Airlines      | Istanbul |
| Uganda Airlines       | - Bangui, - Bombay-Chhatrapati-Shivaji, - Bujumbura, - Dar es Salam-J. Nyerere, - Djouba, - Dubaï, - Johannesbourg OR Tambo, - Kilimandjaro, - Kinshasa-N'djili, - Lagos-Murtala Muhammed, - Mogadiscio-Aden Adde (Petrella), - Mombasa-Moi, - Zanzibar, |

Édité le 26 juin 2019  Actualisé le 08/10/2023